# Індексність
У лінгвістиці та філософії мови це є залежність сенсу виразу, що вказує на деяке положення справ. Наприклад, я відноситься до того, хто говорить; тепер відноситься до часу, в якому це слово вимовлене, і тут відноситься до місця вимовляння. Для Чарльза Сандерс Пірса індексність є одним з трьох способів (див. далі), і це явище набагато ширше від мови; це те, що, незалежно від інтерпретації, вказує на щось — наприклад, куріння (індекс вогню) або вказівний палець —  що працює  для інтерпретації. Соціальна індексність у людському світі вважається як включення будь-яких ознак (одяг, різноманітність мовлення, манери), що вказують на ( та допомагає створити) соціальну ідентичність.

## Прагматика та індексність
Індексність часто розглядається як частина вивчення мови під назвою прагматика — на відміну від таких наук, як фонологія, синтаксис і семантика — в ній розглядається використання і вплив мови. Індексність іноді розглядається як альтернативний спосіб пізнання посилання (концепція семантики), оскільки це дозволяє розширити мову, яку ми розуміємо, та комунікацію в цілому. Вчені в лінгвістичній антропології, Елінор Окс наприклад, звертають увагу на те, як стать може бути проіндексована в позиції, де один приймає будь то фізичну або лінгвістичну позицію. Це може бути досягнуто (наприклад, умовно-жіночому: «рука на стегні зігнутого тіла»; на відміну від традиційно чоловічого роду: «великий палець в кишені, стоячи прямо зі розставленими ногами»). Стать також може бути проіндексована стилем мовлення, що використовується, наприклад, в умовно-жіночому: «великі змінний діапазон у розмовних тонах, тут віддає перевагу більш високі поля» або «шепелявий, м'які тони», на відміну від традиційно чоловічого роду: «глибокі тони у вузькому діапазоні низьких полів». Індексність тісно пов'язана з дейксисом, який позначає дії або висловлювання, зміст яких варіюється в залежності від певних особливостей контексту, в якому воно вимовлене. Тепер, ось, і я також типові приклади дейктичних термінів, а також приклади індексних умов.
Пов'язаний термін «індексність» походить від трихотомії знаків Чарльза Пірса: значок, індекс і символ.
Індексність тісно пов'язана з вказівними займенниками (цей, той),  і вони розрізняються за змістом в залежності від контексту. Займенники можуть розглядатися як сформування підмножин індексності: вони часто супроводжували, в звичайному використання, вказівні жести або інші невербальні прояви своїх почуттів. Багато, але не вся індексність також егоцентрична, що означає, що для того, щоб успішно інтерпретувати її, слухач повинен володіти знаннями відповідних динамік, часу і місця висловлювання.

## Трихотомія знаків Пірса
Ч. С. Пірс розробив три центральні трихотомії, які класифікують різні знаки-відносин, і які самі диференціюються, базуючись на трьох його  універсальних категоріях (приблизно описаних як Можливість, Актуальність і Закон-подібність). Перша частина трихотомії знака відносини відноситься до категорії, що Пірс знайшов, щоб втілити в можливість, так як кожна трихотомія ділиться на три види, залежно від того, знак в питанні - це якість, реальна річ чи справа звички ( qualisign, sinsign, legisign). Друга частина трихотомії ( icon, index, symbol) залежить від того, яку залежність знак несе на якийсь предмет: (чи то всього лише плід уяви, наприклад, ідея кішки, коли людина каже «Мяу») фактичну і ефективну (наприклад, справжній вітер, флюгер), або постійну силу (наприклад, Конвенції). Третя частина (rheme, dicisign, argument) залежить від типу значення, що цей знак буде інтерпретувати як зробити, щоб можна було відрізняти  орієнтованих посилань (знак-об'єкт) від другої трихотомії.  Найбільш відома друга трихотомія:
- Значок, званий також подібність або схожість: знак, пов'язаний з його об'єктом, представленим деякою загальною якістю  (яка може варіюватися залежно від фізичних явищ, спільних дій, окремих звуків і т. д.). Прикладом цього може бути палиця-малюнок графічного уявлення чоловіків і жінок на дверях громадського туалету. Це знаковий приклад, який означає, що чоловіка або жінку бачать через спрощене візуальне подання. Значок не залежить від фактичного підключення об'єкта (який може не існувати).[2]
- Індекс: знак, який пов'язаний з її об'єктом шляхом фактичного підключення або реальних стосунків (незалежно від інтерпретації), наприклад, шляхом реакції, щоб змусити привернути увагу, у конкретному місці і часу. Прості приклади: «вихід» - це знак, який має стрілку, що вказує на вихід; «дим, що піднімається від будинку» - це показник вогнища всередині.[2]
- Символ: позначений об'єкт чинності тлумачення звички або правила, який не залежить від загальних фізичних якостей, контекстної безперервності, або відсутності таких, що воно позначає. Символ складається з правила. Таке слово як «кінь» є прикладом символу, яке, крім того, характерне для конкретної мови і позначає якості екземпляра, які потім помітно довільні щодо знакових якостей і індексного зв'язку. Більшість розмовних мов (за винятком випадків, звуконаслідування у словах «гикавка» і «рев») символічні, тому що вони є довільними у вираженні почуттів. Наприклад, англійське слово «вікно» не має ніякого відношення до реального фізичного вікна. Пірса зазвичай розглядав особисті імена і займенники типу «цей», щоб були показники, а не символи.[2]

## Референтна індексність
Можливо, для знаків, що мають два значення, називають індексальними і посилальними. Індексний сенс означає, що слово залежить від контексту. Для прикладу, розглянемо традиційні дейктичні категорії слів, що позначають осіб, місце і час. Часто використовують англійські приклади займенників, сполучників і напруженого маркування. Референтним значенням називають знаково-референтну функцію - це коли слово функцій для опису подій або станів речей у світі існує незалежно від контексту висловлювання. Прикладом цього може бути
«Кішка на рогожі.»
тому що той зміст, який він передає не залежить від того, хто це говорить, коли вони говорять, і т. д.
Посилальна індексність, також званий 'перевертень', це знак, який містить як довідковий так і індексний сенс. Так, наприклад, слово 'я', як в
«Я пішов до крамниці.»
референтній індексності. Він має посилальний зміст, в ньому мова йде від  першої особи однини, і індексний зміст в цьому залежить від того, хто вимовив слово.

## Індексна передумова і перформативність
Вказівні знаки видів визначаються Правилами користування, які стверджують, що існує зв'язок між  наявністю знака транспортного засобу маркера (тобто значок, індекс і символ) і деякими аспектами контексту дискурсу. Індексний знак передбачає аспект мовної ситуації, і зовсім не піддаються тлумаченню без деяких знань контексту. Іншими словами, деякі аспекти в контексті прописано в правилах користування, відремонтовані і припущені, і потрібно розуміти їх посилальний внесок. При використанні  вказівних маркерів знак може також мати творчий або виконавський аспект в тому, що замість того, щоб змінити контекст, він створює кордон структур заходів. Наприклад, в англійській мові вказівні займенники я і ми (а не він/вона/воно/вони) створюють параметри, що визначають коло осіб, які одні мають на увазі. Індекси, як спрямовані так і не спрямовані,  існують на ковзній шкалі.

## Нереферентна індексність
Нереферентні показники або «чисті» показники не сприяють на семантико-референтні значення мовної події, «сигнал певного значення одного або більше контекстних змінних." Нереферентна індексність кодує певні метапрагматичні елементи мовної події контексту. Ступінь варіації в референтних індексах є істотною і служить для того, щоб надати подіям з часом кілька рівнів прагматичного «сенсу». Особливу увагу відіграють гендерні показники, індекси поваги (включаючи табу індекс), що впливають на показники, а також явища фонологічної гіперкорекції і соціальної ідентичності  індексності.

## Першого, другого і більш високих порядків нереферентної індексності
У більшій частині досліджень, що проводяться в даний час на різні явища нереферентної індексності спостерігається підвищений інтерес не тільки, що називається першим порядком індексності, але і наступні другого порядку, а також вищі порядки індексності. Індексність першого порядку може бути визначено як перший рівень прагматичного значення, яке звертається до висловлювання. Наприклад, прикладом індексності є різниця між неофіційним «ти» та більш офіційним «Ви» в перекладі з французької, вони вказують на комунікативні відносини мовця/адресата, побудовані на основі таких цінностей, як «влада» і «солідарність»  співрозмовників. Коли мовець звертається, хтось використовує V форми замість Т форма, вони індексують (через індексність першого порядку ) їх розуміння необхідні для поваги до адресата. Іншими словами, вони сприймають/ розпізнають невідповідності між рівнем їх «влада» і/або «солідарності», і що їх співрозмовник, використовують більш формальний спосіб.
Другого порядку індексність стосується зв'язку між лінгвістичними змінними і метапрагматичними значеннями, які вони кодують. Наприклад, жінка йде по вулиці в Манхеттені , і вона зупиняється, щоб запитати в когось, де Макдональдс знаходиться. Він відповідає їй з «бруклінським» акцентом. Вона зауважує на цей акцент і розглядає набір можливих особистих характеристик, які можуть бути проіндексовані (наприклад, людина, розвідки, економічної ситуації та інші нелінгвістічні аспекти життя). Силу мови кодують ці усталені «стереотипи», що ґрунтуються виключно на акценті прикладу другого порядку індексності (представник більш складна і тонка система індексної форми, ніж першого порядку индексальности).
Майкл Сільверстайн стверджує також, що вказівні замовлення може перевершити рівні, наприклад, другого порядку індексності, і обговорює вищий порядок індексності в плані того, що він називає «oinoglossia» або «розмова вина».(для обговорення див. нижче)

## Нереферентне індексне явищ
Приклади нереферентної форми індексності включають показники статі, впливу, поваги, соціального класу, соціальної ідентичності. Багато вчених, зокрема Сільверстайн, стверджують, що випадки нереферентної форми індексності тягнуть за собою не тільки контекстно-залежну мінливість мовної події, але і більш тонкі форми індексного значення також.
Нереферентні показники або «чисті» показники не сприяють на семантико-референтні значення мовної події, «сигнал певного значення одного або більше контекстних змінних". Нереферентна індексність кодує певні метапрагматичні елементи мовної події контексту. Ступінь варіації в референтних індексах є істотною і служить для того, щоб надати подіям з часом кілька рівнів прагматичного «сенсу». Особливу увагу відіграють гендерні показники, індекси поваги (включаючи табу індекс), а також явища фонологічної гіперкорекції і соціальної ідентичності індексності.

## Розширення
Існують різні розширення основної ідеї індексності, деякі з яких виникають за межами мовознавства й філософії мови. Типовий приклад - Девід Льюїс актуальність індексності, згідно з яким фактичне саме по собі є індексним терміном, і онтологічну  відмінність між просто можливим світом і дійсним світом полягають в тому, що фактичний світ це і є цей світ. (див. Модальний реалізм, модальні логіки).

## См. також
- Дейксис
- Семіотика
- Чарльз Сандерс Пірс
- Теорія мовленнєвих актів

## Зовнішні посилання
- Бібліографія індексності
- Коментарі Словника термінів Пірса [Архівовано 22 серпня 2010 у Wayback Machine.], що складається власних визначень та характеристик Пірса. См. «»««»Покажчик».
- Demonstratives & Indexicals [Архівовано 12 грудня 2016 у Wayback Machine.] в Інтернет-Енциклопедії філософії.
- Indexicals [Архівовано 11 грудня 2016 у Wayback Machine.] в Стенфордській Енциклопедії філософії.